# Louis-David Morasse
Louis-David Morasse est un acteur québécois, né le 1er juin 1973 à Québec (Canada).

## Biographie
Louis-David Morasse est connu comme un acteur québécois principalement dans 4 et demi, L'auberge du chien noir et le Téléroman O'.

## Filmographie
- 1995 : 4 et demi... (série télévisée) : Renaud
- 1996 : Virginie (série télévisée) : Simon Laberge
- 1999 : Opération Tango : Soldat Simon Lazure
- 2001 : Une jeune fille à la fenêtre : Alfred
- 2002: Harmonium : Denis
- 2002: Une grenade avec ça? : Hugo
- 2001: Silence, On court! : Porte-parole, animateur et comédien
- 2002 : Histoire de Pen : Rousseau
- 2003 : L'Auberge du chien noir (série télévisée) : Jérôme Larrivée
- 2003: Simone et Chartrand : Fernand Foisy
- 2004 : Mémoires affectives : Poteux
- 2004 : Un monde à part : Yorick
- 2004: Nos étés : Steve
- 2004 : Le Négociateur : Denis Pigeon
- 2005 : Au nom de la loi (série télévisée) : René Brunet
- 2006 : Le 7e Round (série télévisée) : Antoine Falardeau
- 2006 : October 1970 (série télévisée) : Francis Simard
- 2007 : Les Cavaliers de la cannette : Louis-D
- 2007 : Caméra café : Acheteur d'art
- 2008 : L'Auberge du chien noir (série télévisée) : Jérôme
- 2008 : Bob Gratton : ma vie, my life  (Série TV) :  Vendeur Totalmart
- 2008 : Destinées : Sirius
- 2009 : La Galère (série TV) : Un journaliste (Jonathan)
- 2010 : Gerry : Denis Boulet
- 2012 : Tu m'aimes-tu? : Manuel Béchard
- 2012 : Fée Éric : Steamer
- 2012 : O' (série TV) : Philippe O'Hara
- 2013 : 30 vies : Maître Bourbonnais
- 2013 : Trauma : Alain Lacombe
- 2015 : Patrice Lemieux 24/7 : Carl Lauzon
- 2020 : "5e Rang" : Lucas Fournier